# John Timon

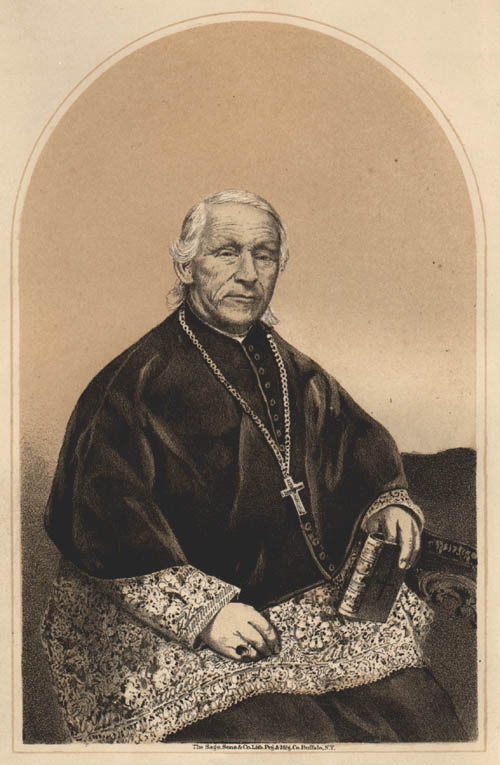
Bischof John Timon CM

John Timon CM (* 12. Februar 1797 in Conewago Township, Pennsylvania; † 16. April 1867 in Buffalo, New York) war ein US-amerikanischer römisch-katholischer Ordensgeistlicher. Er war Apostolischer Präfekt (1840–1841) bzw. Vikar (1841–1847) von Texas und Bischof von Buffalo (1847–1867).

## Leben
Timon wurde als Sohn irischer Einwanderer in Conewago im Adams County in Pennsylvania geboren. Ab seinem dritten Lebensjahr lebte er mit seiner Familie in Baltimore, Maryland, ab 1818 in Louisville, Kentucky und später in St. Louis, Missouri.
1825 trat Timon in die Ordensgemeinschaft der Lazaristen ein und empfing am 23. September 1826 das Sakrament der Priesterweihe. Er war unter anderem als Missionar tätig, ehe er am 17. Mai 1839 zum Koadjutorbischof von Saint Louis und Titularbischof von Vera ernannt wurde. Allerdings verzichtete er auf die Übernahme der Ämter.
Am 12. April 1840 wurde er zum Apostolischen Präfekten von Texas (heutiges Erzbistum Galveston-Houston) ernannt, ab dem darauffolgenden Jahr übte er das Amt als Apostolischer Vikar aus.
Mit der Errichtung des Bistums Buffalo am 23. April 1847 durch Papst Pius IX. wurde Timon als dessen erster Bischof eingesetzt. Die Bischofsweihe spendete ihm am 1. Oktober desselben Jahres der Bischof von New York, John Joseph Hughes; als Mitkonsekratoren fungierten William Walsh, Bischof von Halifax (Nova Scotia, Kanada), und John McCloskey, Bischof von Albany.
Timon starb am 16. April 1897 im Alter von 70 Jahren und wurde in der Saint Joseph’s Cathedral in Buffalo beigesetzt.